# Distretti delle Bahamas

Distretti delle Bahamas

I distretti delle Bahamas costituiscono la suddivisione territoriale di primo livello del Paese e sono pari a 31; ad essi è equiordinato il territorio di New Providence, in cui ha sede la capitale, Nassau, amministrato direttamente dal governo centrale.
La suddivisione in distretti fu introdotta nel 1996, quando furono istituiti 23 distretti; altri 8 furono invece creati nel 1999.
Il successivo livello territoriale è rappresentato da municipalità di secondo grado (in inglese: town committee), amministrati da consigli che eleggono successivamente i deputati nazionali, e da municipalità di terzo grado, in cui i deputati sono eletti a suffragio popolare diretto.

## Lista
| Distretto         | Isola                    | Centro maggiore e città           |
| ----------------- | ------------------------ | --------------------------------- |
| Acklins           | Acklins e Crooked Island | Spring Point, Lovely Bay          |
| Berry Islands     | Berry Islands            | Bullocks Harbour, Chub Cay        |
| Bimini            | Bimini                   | Alice Town, Louis Town            |
| Black Point       | Exuma                    | Black Point                       |
| Cat Island        | Cat Island               | Arthur's Town, Port Howe          |
| Central Abaco     | Abaco                    | Marsh Harbour, Spring City        |
| Central Andros    | Andros                   | Cargill Creek, Behring Point      |
| Central Eleuthera | Eleuthera                | Governor's Harbour                |
| City of Freeport  | Grand Bahama             | Freeport Lucaya                   |
| Crooked Island    | Acklins e Crooked Island | Colonel Hill                      |
| East Grand Bahama | Grand Bahama             | Pelican Point, Maclean's Town     |
| Exuma             | Exuma                    | George Town, Rolleville           |
| Grand Cay         | Grand Cay                | Grand Cay City                    |
| Harbour Island    | Eleuthera                | Dunmore Town                      |
| Hope Town         | Abaco Cays               | Hope Town, Man-o-War Cay          |
| Inagua            | Inagua Islands           | Matthew Town                      |
| Long Island       | Long Island              | Clearance Town                    |
| Mangrove Cay      | Andros                   | Moxey Town, Lisbon Creek          |
| Mayaguana         | Mayaguana                | Abraham's Bay                     |
| Moore's Island    | Abaco                    | Hard Bargin, The Bight            |
| North Abaco       | Abaco                    | Coopers Town, Crown Haven         |
| North Andros      | Andros                   | Nicholl's Town, Morgan's Bluff    |
| North Eleuthera   | Eleuthera                | Upper Bouge, Lower Bouge, Current |
| Ragged Island     | Ragged island Chain      | Duncan Town                       |
| Rum Cay           | Rum Cay                  | Port Nelson                       |
| San Salvador      | San Salvador             | Cockburn Town, United Estates     |
| South Abaco       | Abaco                    | Sandy Point, Crossing Rocks       |
| South Andros      | Andros                   | Congo Town, Mars Bay              |
| South Eleuthera   | Eleuthera                | Tarpum Bay                        |
| Spanish Wells     | Russell Island           | Spanish Wells                     |
| West Grand Bahama | Grand Bahama             | West End, Eight Mile Rock         |

- New Providence (sigla "NP")